# Chan Vathanaka
Chan Vathanaka, född 23 januari 1994, är en kambodjansk fotbollsspelare som spelar för Boeung Ket Angkor FC.
Chan Vathanaka spelade 37 landskamper för det kambodjanska landslaget.